# رندوم هاوس
رَندوم هاوس بزرگترین گروه انتشاراتی جهان است. این انتشارات در سال ۱۹۲۷ توسط بنت کرف و دانلد کلاپفر تأسیس شد. این دو، بعد از خرید کتابخانهٔ مدرن نیویورک، رندوم هاوس را تأسیس کردند و هدف از آن را انتشار کتاب‌هایی به‌صورت تصادفی در کنار کار کتابخانه عنوان کردند.